# آيت الغازي (آيت أوزغار)
آيت الغازي هو دُوَّار يقع بجماعة تزارت، إقليم الحوز، جهة مراكش آسفي في المملكة المغربية. ينتمي الدوّار لمشيخة آيت أوزغار التي تضم 35 دوار. يقدر عدد سكانه بـ 245 نسمة حسب الإحصاء الرسمي للسكان والسكنى لسنة 2004.

## وصلات خارجية
- البوابة الوطنية للجماعات الترابية
- المندوبية السامية للتخطيط